# The Rocky Horror Show
The Rocky Horror Show és un musical britànic que s'estrenà a Londres el 19 de juny de 1973. Va ser escrit per Richard O'Brien i desenvolupat per O'Brien amb col·laboració del director teatral australià Jim Sharman. Va ocupar la vuitena posició en una enquesta a la BBC Radio 2 sobre quin era el musical essencial britànic. El 1975 va ser adaptada al cinema amb el títol The Rocky Horror Picture Show.

## Història
L'èxit de Jim Sharman amb la producció original australiana de Jesus Christ Superstar va fer que se'l convidés a dirigir la posada en escena a Londres, i va ser durant l'estada de Superstar que va conèixer Richard O'Brien, que havia interpretat Herodes en una representació. O'Brien volia interpretar-lo a l'estil d'Elvis, però abandonà Superstar quan els productors li demanaren que ballés claqué. Mentre que es trobava sense feina, O'Brien començà a treballar en un nou musical rock amb el títol provisional de Rock Horroar.
Mentre que treballaven junts al Royal Court's Theatre Upstairs en una producció de The Unseen Hand de Sam Shepard, O'Brien li interpretà alguna de les cançons que havia escrit i començaren a esbossar el concepte de l'espectacle. Sharman portà alguns amics australians, com Nell Campbell, a.k.a. 'Little Nell, o el dissenyador de producció Brian Thomson (que havia dissenyat les seves produccions de Hair i Superstar. La dissenyadora de vestuari Sue Blane i el director musical Richard Hartley també formaren part de l'equip creatiu original. El productor Michael White aportà 1.000 lliures al projecte després d'escoltar una cinta en la que O'Brien cantava la cançó «Science Fiction». Entre les col·laboracions curioses a l'espectacle hi ha la del Hammersmith Hospital, que donà bates, guants i màscares mèdiques; o el St. Mary's Hospital, que deixà el seu instrumental mèdic.
El musical va començar els assaigs amb el títol They Came from Denton High, que va ser modificat just abans de les prèvies a suggeriment de Sharman pel de The Rocky Horror Show.
Després de dues prèvies, The Rocky Horror Show s'estrenà el 19 de juny de 1973 al Theatre Upstairs, de només 63 butaques, on va quedar al cartell fins al 20 de juliol. El teatre estava dirigit pel Royal Court com un espai per a treballs nous, que comptava només amb 60 butaques. El veterà productor teatral Michael White va produir l'obra i Pete Moss en va ser el director musical. La producció va obtenir un èxit crític i comercial. Entre els espectadors de la nit de l'estrena es trobava Vincent Price, que va riure molt i va donar una ovació dret al final de l'espectacle. El productor discogràfic Jonathan King la va veure la segona nit i va acordar fer l'àlbum de la banda sonora original durant un cap de setmana llarg sota el segell UK Records. King va participar molt a la promoció original del show que va cofinançar.
La producció va passar al Classic Cinema del Kings Road del 14 d'agost al 20 d'octubre de 1973, un local amb 270 seients que havia d'enderrocar-se. Canvià de nou al Kings Road Theatre, un cinema convertit de 350 seients, del 3 de novembre de 1973 al 31 de març de 1979, amb diversos canvis al repartiment, fins que els plans de demolició del teatre provocaren un nou canvi. The Rocky Horror Show es va traslladar al Comedy Theatre de 820 seients, situat a Panton Street al West End, el districte teatral de Londres, on es representà entre el 6 d'abril de 1979 i el 13 de setembre de 1980, tancant la seva estada inicial de 2.960 representacions. Després de produccions ocasionals a l'inici dels anys 80, l'obra va tenir un revival al Theatre Royal Hanley el 1984, i des de llavors es representa regularment al Regne Unit.
El productor americà Lou Adler, quedàva tan impressionat que a la mateixa nit on l'havia vist va concloure un acord amb el productor Michael White per portar l'obra als Estats Units; on s'estrenaria el 24 de març de 1974 al teatre Roxy de Los Angeles.

## Sinopsi
I Acte

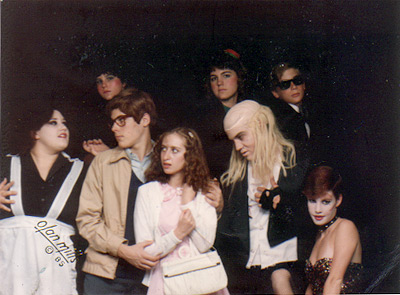

L'Acomodadora d'un cinema presenta la pel·lícula amb una cançó («Science Fiction/Double Feature»).
Després d'assistir al casament de Ralph Hapshatt i Betty Munroe, Brad Majors confessa el seu amor per Janet Weiss («Dammit, Janet!») i els dos es prometen. El Narrador apareix per explicar que Brad i Janet ds'han anat de Denton per visitar el seu antic professor de ciències, mentre que condueixen enmig d'una tempesta. Durant el camí el cotxe punxa una roda, i Brad i Janet es veuen obligats a caminar sota la pluja cercant un telèfon a un vell castell («Over at the Frankenstein Place»).
El Narrador explica que Brad i Janet se senten «aprensius i incòmodes», però han d'acceptar qualsevol ajuda que se'ls ofereixi. Quan arriben són rebuts per Riff Raff, el majordom geperut.Se'n va per cercar el seu amo, Brad i Janet comencen a intentar secar-se. Riff Raff torna amb Magenta, la minyona i germana de Riff Raff, i amb Columbia, la «groupie» de Frank N. Furter. En aquest moment arriba Frank N. Furter, un científic boig bisexual. Es presenta com un «Dolç Travesti de Transexual, Transilvania», i convida Brad i Janet al seu laboratori («Sweet Transvestite»). Magenta i Columbia parlen breument sobre un desafortunat noi de les comandes anomenat Eddie. Llavors Riff Raff, Magenta i Columbia fan el principal número de ball del show. «Time Warp».
Brad i Janet entren al laboratori, on Frank 'n' Furter els dona unes bates. Frank anuncia que ha descobert el secret de la mateixa vida. Mostra la seva creació, un home ros i ben fet anomenat Rocky Horror, que porta a la vida. Mentre que li treuen les venes, Rocky es preocupa per la seva situació («The Sword of Damocles»). Further admira el físic de Rocky cantant un tribut als constructors de muscles («I Can Make You a Man»). De cop i volta s'obre una nevera de Coca-Cola al laboratori i apareix l'anterior amant d'en Frank, tot ple de cicatrius de cirurgia. Eddie (ara una mena de zombie, car Frank li ha retirat un tros de cervell) contempla la seva existència i vol la seva antiga vida («Hot Patootie - Bless My Soul»). Frank s'espanta, llença Eddie de tornada a la màquina, i el mata amb una destral. Frank diu a Rocky (el receptor del tros de cervell) que el prefereix a ell que Eddie («I Can Make You a Man» (Reprise)). Brad i Janet són portats a habitacions separades per passar la nit.
II Acte
El narrador explica que Brad i Janet potser no estan segurs. Hanet gaudeix dels avanços de Brad al seu fosc dormitori, abans d'adonar-se que en realitat és en Frank disfressat. Aquest, convenç Janet que no hi ha cap crim en el plaer, i quan ella li demana que no li digui res a Brad, tornen a posar-s'hi. L'escena canvia al dormitori de Brad, on Brad fot Janet abans d'adonar-se'n que de nou es tracta d'en Frank disfressat. Frank promet que no li dirà res a Janet, però quan hi tornen, Riff Raff els interromp pel monitor de TV dient-los que Rocky ha fugit. Janet busca Brad pel laboratori, i descobreix que en Rocky s'hi amaga. Buscant pel monitor, Janet descobreix Brad al llit amb Frank, i sedueix Rocky («Touch-a-Touch-a-Touch-a-Touch Me»). Mentre que miren el monitor cercant Rocky, la resta descobreixen que Janet s'ho ha fet amb ell, i Brad es mostra dolgut («Once in a While»). Riff Raff adverteix Frank N. Furter que hi ha un nou visitant al castell: el Dr. Everett Scott, el tutor de ciències amb cadira de rodes que Brad i Janet volien visitar.
Columbia porta el Dr. Scott és portat al laborator, i Frank N. Furter l'acusa i Brad d'intentar investigar el seu castell. Dr. Scott assegura que hi ha anat en recerca d'Eddie, el seu nebot («Eddie»). Frank N. Furter mostra el cadàver d'Eddie al grup i fa servir un aparell per mantenir immòbils els tres visitants i una rebel Colúmbia a terra («Planet Shmanet Janet»); els habitants del castell es revelen com a extraterrestres comandats per Frank, que abandonà la seva missió per tal de fabricar-se en Rocky. Magenta insisteix que volen tornar al seu planeta; però Frank se l'ho nega, i declara la seva intenció de muntar un xou.
Sota la influència de Frank, Columbia, Rocky, Brad, i Janet interpreten un número vestits amb llenceria («Rose Tint My World»). Després, Frank els encoratja a perdre qualsevol inhibició i a rendir-se als seus instints, resultant en una orgia («Don't Dream It- Be It») abans de ser interromputs per Frank, que encapçala el final («Wild and Untamed Thing»). Però el show acaba bruscament quan Riff Raff i Magenta entren amb uniformes espacials i portant pistoles de raigs. Riff Raff proclama que usurpa l'autoritat de Frank i que se'n tornen al seu planeta. Frank fa un darrer prec per tenir la simpatia de Riff Raff, i intenta fer-li entendre el seu desig de passar la resta de la seva vida tenint sexe amb tothom («I'm Going Home»). Riff Raff, però, no s'immuta i la seva pistola abat Columbia, Frank i Rocky abans d'ordenar Brad, Janet i el Dr. Scott que se'n vagin.
El trio fuig, mentre que el castell marxa a l'espai, confusos sobre el que els acaba de passar («Superheroes»). Mentre que el show acaba, la Usherette torna per cantar «Science Fiction - Double Feature (Reprise)."

## Cançons originals
| I Acte - Science Fiction/Double Feature - Dammit, Janet! - Over at the Frankenstein Place - The Time Warp - Sweet Transvestite - The Sword of Damocles - I Can Make You a Man - "Hot Patootie - Bless My Soul" - I Can Make You a Man (Reprise) | II Acte - Touch-a, Touch-a, Touch-a, Touch Me - Once in a While - Eddie's Teddy - Planet Schmanet Janet - Rose Tint My World - Don't Dream It, Be It - Wild and Untamed Thing - I'm Going Home - Superheroes - Science Fiction/Double Feature (Reprise) |

## Repartiment original de Londres
- Patricia Quinn com Usherette/Magenta
- Julie Covington† com Janet Weiss (substituïda per Belinda Sinclair)
- Christopher Malcolm com Brad Majors
- Jonathan Adams com El Narrador
- Richard O'Brien com Riff Raff
- Little Nell com Columbia
- Tim Curry com Frank N. Furter
- Rayner Bourton com Rocky
- Paddy O'Hagan com Eddie/Dr. Everett Scott

† Tot i que Belinda Sinclair apareix a l'Enregistrament del Repartiment Original de Londres, Julie Covington va ser la primera a interpretar la Janet, però abandonà l'espectacle poc després a causa d'un accident.

## Produccions

### Produccions als Estats Units

#### Producció de Los Angeles 1974
Després de només dues prèvies, The Rocky Horror Show va estrenar-se als Estats Units al The Roxy Theatre de Los Angeles, un teatre de 500 seients, el 21 de març de 1974. El director Jim Sharman i diversos membres de l'equip repetiren la seva tasca des de Londres, mentre que Tim Curry era l'únic membre del repartiment en repetir el seu paper. Meat Loaf s'zfegeix al repartiment com a Eddie/Dr. Scott, Kim Milford com Rocky, Boni Enten com Columbia, i Jamie Donnelly com a Magenta/Usherette Trixie. Bill Miller i Abigale Haness interpretaven Brad i Janet. Entre els candidats al nou càsting hi havia John Travolta, Richard Gere, Chris Sarandon, Greg Evigan i Jeff Conaway. L'espectacle comptava amb una producció més elaborada en escenografia, vestuari i efectes especials, així com amb uns tètrics acomodadors que premeditadament seien el públic en seients equivocats, creant així altercats entre els presents i una anarquia general que preparava mentalment l'espectador per a l'espectacle. Tim Curry i Meat Loaf van abandonar el repartiment el setembre de 1974 per començar l'enregistrament de la banda sonora de la pel·lícula, i van ser substituïts per Paul Jabara i Alan Martin. The Rocky Horror Show va tancar al Roxy Theatre el 5 de gener de 1975, abans de traslladar-se a Broadway.

#### Producció original de Broadway
The Rocky Horror Show es va realitzar a Broadway el 1975 amb el repartiment original de Los Angeles, llevat de Graham Jarvis i Bruce Scott, que seria substituït pel mateix Richard O'Brien. Tim Curry i Meat Loaf tornaren als seus papers. Després de tres prèvies, va estrenar-se el 10 de març de 1975 al Belasco Theatre, de 967 seients (tot i que així destruïa un dels punts forts del show, la seva intimitat amb el públic). La crítica de Nova York va acarnissar-se amb l'obra, i tancà el 6 d'abril de 1975, després de 45 representacions.

#### Revival de Broadway
The Rocky Horror Show va reestrenar-se a Broadway, entre octubre del 2000 i gener del 2002 al Circle in the Square Theatre, amb Tom Hewitt (després Terrence Mann) com Frank N. Furter, Alice Ripley com Janet, Raúl Esparza (després Sebastian Bach) com Riff Raff, Joan Jett com Columbia/Usherette (després Ana Gasteyer), Lea DeLaria (després Jason Wooten) com  Eddie/Dr. Scott i Daphne Rubin-Vega com  Magenta. Entre octubre del 2001 i gener del 2002 diversos famosos van interpretar el paper del Narrador, usualment interpretat per Dick Cavett (Kate Clinton el va interpretar durant una setmana a causa d'unes vacances de Cavett); i entre els convidats hi ha Gilbert Gottfried, Sally Jesse Raphael, Robin Leach, els il·lusionistes Penn & Teller, el columnista del New York Post Cindy Adams, el presentador de la MTV Dave Holmes i el presentador de TV Jerry Springer.
La represa va tancar abans del previst a causa de pèrdues econòmiques durant l'època de l'11 de setembre.
Va ser nominat als Premis Tony de la Millor Represa, Millor Director (Christopher Ashley), Millor Actor (Tom Hewitt) i Millor Vestuari.

### Produccions a Austràlia
Austràlia va ser el primer país a muntar una producció de The Rocky Horror Show després de la Gran Bretanya i els Estats Units. Des de llavors, ha estat representat més freqüentment a Austràlia que no pas a cap altre lloc del món. Amb nombrosos represes d'èxit i gires pel país, gairebé ha estat representat contínuament entre 1974 i 1998.

#### 1970
La producció original australiana de The Rocky Horror Show s'estrenà el 15 d'abril de 1974 al New Arts Cinema de Glebe. La producció incloïa membres del repartiment i de l'equip que havien treballat a Hair i a Jesus Christ Superstar, incloent-hi Reg Livermore com Frank N. Furter, el director Jim Sharman, el dissenyador Brian Thomson i el productor-promotor Harry M. Miller. Kate Fitzpatrick interpretà la Usherette/Magenta, David Cameron com Eddie i Graham Matters com Rocky. John Paramor i Jane Harders interpretaven a Brad i Janet.
Després de 18 mesos a Sydney, el show se'n va a Melborune, on s'estrenà al Regent Palace Theatre l'octubre de 1975. Sal Sharah (Riff Raff) va ser l'únic membre que va repetir. La producció de Melbourne, dirigida per Roland Roccheccioli, presentava Max Phipps com Frank N. Furter, Gregory Apps com Brad, Paula Maxwell com Janet, Tommy Dysart com the Narrator i Robyn Moase com Magenta. Va representar-se durant divuit mesos més, tancant finalment al maig de 1977. Durant aquesta temporada van haver diversos canvis al repartiment, incloent-hi Stephen Clarke com Brad, Diana Greentree com Janet i Joan Brockenshire (Mrs Tommy Dysart) com Magenta.

#### 1980
Cap a la fi de 1981, després de la publicitat que envoltà la pel·lícula Shock Treatment, se'n preparà una nova producció australiana. Dirigida per David Toguri, la represa s'estrenà a Sydney el 6 d'octubre de 1981. Frank N. Furter  era interpretat per Daniel Abineri, i la resta del repartiment eren actors de cinema i de la televisió local.
El 1985 s'estrenà una represa a Adelaide, on el show original va naufragar el 1977. El repartiment incloïa Graham Matters (que havia interpretat Rocky a la producció original australiana de 1974), Maria Mercedes, Glen Shorrock i les estrelles de la televisió australiana Victoria Nicholls i Ken James.
La producció de Morley va llançar-se de nou el 1986, amb Daniel Abineri tant com a director com a Frank N. Furter. En aquesta ocasió la girà començà a Nova Zelanda. La producció va girar per Austràlia durant diversos anys, i el narrador va ser interpretat per Gordon Chater, Stuart Wagstaff i diversos més. La producció realitzà una segona gira per Nova Zelanda, que va ser dirigida per Terry O'Connell amb Simon Westaway (que havia interpretat a Brad a la gira australiana) com a Frank N. Furter. La resta del repartiment estava format per actors neozelandesos, incloent l'actor/director John Banas i el comediant Billy T James alternant com el Narrador.

#### 1990
El 1992 el productor Paul Dainty estrenà una nova producció (juntament amb una cadena de ràdio local) sota el títol de The New Rocky Horror Show. Dirigida i dissenyada per Niggel Triffit, aquesta producció s'estrenà a Melbourne el 2 de juliol de 1992. El repartiment estava format per actors i comediants de la televisió, encapçalats per Craig McLachlan com Frank N. Furter, with Gina Riley com Janet, Stephen Kearney com Brad, Peter Rowsthorn com Riff-Raff, Wilbur Wilde com Eddie/Dr Scott, and Red Symons com the Narrator. Kearney seria substituït per Glenn Butcher. Va enregistrar-se la banda sonora, que incloïa una pista extra amb una versió especial de «The Time Warp» interpretada per tot el repartiment.
Amb una escenografia d'un milió de dòlars i un repartiment ple de celebritats, igual que les produccions anteriors, aquesta producció continuà en una gira durant diversos anys. McLachlan va ser substituït per l'actor de serials Marcus Graham. Durant 1996-97 la producció visità Adelaide i Hong Kong, amb un repartiment que incloïa l'antic cantant dels Boom Crash Opera Dale Ryder com Frank N. Furter i el comediant George Kapiniaris com Riff-Raff.
El 1998, Paul Dainty llançà una nova producció de The New Rocky Horror Show per celebrar el 25è aniversari de la producció original de Londres. Va estrenar-se al Star City Casubi de Sydney el 29 de juliol de 1998. diversos membres del repartiment de 1992 repetí en els seus papers, incloent a Glenn Butcher com Brad, Peter Rowsthorn com Riff-Raff, Wilbur Wilde com Eddie/Dr Scott, i Red Symons com the Narrator. Frank N. Furter va ser interpretat pel comediant Tim Ferguson, amb Tottie Goldsmith com Janet i l'ex-Gladiator Ron Reeve com Rocky. Durant la producció, el crooner Kamahl aparegué com a «Narrador convidat», i l'actor neozelandès Jay Laga'aia com a Eddie/Dr Scott convidat.

#### 2000
Al novembre del 2004 es realitzà una funció especial de caritat de The Rocky Horror Show al Regent Theatre de Melbourne, amb un repartiment format gairebé totalment per membres del culebró Neighbours. Per primera vegada, el paper de Frank N. Furter va ser interpretat per una dona, en aquest cas per Maria Mercedes, que llavors estava interpretant a «Lucia Cammeniti» a Neighbours. Veterana del teatre musical, Mercedes havia aparegut a la producció d'Adelaida de The Rocky Horror Show el 1985.
El 12 de febrer del 2008 va estrenar-se al Star City Casino de Sydney. Irònicament, va estrenar-se una setmana després que les projeccions amb participació de públic de The Rocky Horror Picture Show tanquessin als George Street Cinemas de Sydney a causa de la pobre audiència. El repartiment incloïa a iOTA com Frank N. Furter, Paul Capsis com Riff Raff, Tamsin Carroll com Magenta/The Usherette, Sharon Millerchip com Columbia, Michael Cormick com Eddie/Dr. Scott, Simon Farrow com Rocky, Andrew Bevis com Brad, Kellie Rhode com Janet i John Waters com The Narrator.
La producció es traslladà al Comedy Theatre de Melbourne, estrenant-se el 18 de setembre del 2008. Allà, el Narrador va ser interpretat per, tot i que va aparèixer com a «Narrador convidat» deu dies al desembre. El 20 de novembre es realitzà una funció especial on hi participaren diverses personalitats de la ràdio, com Jo Stanley i Matt Tilley (de The Matt and Jo Show), Hamish Blake i Andy Lee (la parella de comediants Hamish & Andy), Adam Richard i Troy Ellis. Després de l'estada a Melbourne es realitzà una gira nacional, amb estades a Brisbane, Adelaide i Perth.

### Gires pel Regne Unit
The Rocky Horror Show (ara sota el títol de Richard O'Brien's Rocky Horror Show) completà la seva girà del 2006 el 14 de juliol del 2007 després de voltar durant 18 mesos. Entre els Narradors que han aparegut estan Michael Aspel, Nigel Planer, Clive Mantle, Russ Abbot, Steve Pemberton, John McArdle, Roger Lloyd-Pack, Ian Lavender, Shaun Williamson, Andy Gray, Jack Ellis, Brian Capron, Russell Grant i Christopher Biggins, (que va aparèixer com a 'Transilvà' a The Rocky Horror Picture Show. Entre les estrelles participants estan Anthony Head i Jason Donovan com a  Frank N. Furter . La gira del 2006 va ser dirigida per Christopher Luscombe i presentava a David Bedella com Frank N. Furter, Suzanne Shaw com Janet, Matthew Cole com Brad, Iain Davey com Riff Raff, Shona White com The Usherette/Magenta, Kay Murphy com Columbia, Julian Essex-Spurrier com Rocky i Nathan Amzi com Eddie/Dr. Scott with Sarah Boulton, Stuart Ellis, Lynden O'Neill i Claire Parrish com the Phantoms. Després de la temporada de Nadal al Comedy Theatre de Londres, la gira continuà amb diversos canvis al repartiment com Richard Meek com Brad, Sarah Boulton i després Hayley Tamaddon com Janet, Matt Harrop com Riff Raff, Claire Parrish com The Usherette/Magenta, Sarah French-Ellis i després Sarah Boulton com Columbia i Sergio Priftis com Rocky amb Lauren Appleby, Erin Carter i Kevin Littlejohn com the Phantoms, i Bedella, Amzi i Ellis seguint als seus papers originals. El repartiment de la gira 2006, acompanyats per com Roger Lloyd-Pack el Narrador i l'autor Richard O'Brien, interpretaren «The Time Warp» en viu el 22 de juliol del 2006 a Trafalgar Square com a part del «The Big Dance», emès per programa Dancing in the Street de la BBC1.
Al març del 2009 s'anuncià que el show tornaria a fer una gira pel Regne Unit, començant a la tardor. Amb Christopher Luscombe com a director, la gira era un revival de la producció del 2006-07 amb alguns petits canvis a la direcció, coreografia, vestuari i arranjaments musicals. Un dels principals canvis va ser «The Time Warp», que a la versió 2006/07 tenia una nova coreografia molt complexa, i tornà a les seves formes més familiars. S'inicià el 17 de setembre del 2009 al New Wimbledon Theatre. David Bedella tornà al seu paper com a Frank 'N' Furter, i Nathan Amzi i Stuart Ellis reprengueren els seus papers com a Eddie/Dr Scott i Phantom, respectivament. La gira estava interpretada per Richard Meek com Brad, Haley Flaherty com Janet, Brian McCann com Riff Raff, Kara Lane com The Usherette/Magenta, Ceris Hine com Columbia i Dominic Tribuzio com Rocky. Mark Evans interpretà a Brad durant la primera part de la gira, abandonant-la al novembre del 2009 i tornant les primeres 4 setmanes del 2010. La gira continuà amb la tradició que famosos fessin de «Narrador Convidat», incloent Steve Pemberton, Christopher Biggins, Ainsley Harriott, Tim Brooke-Taylor, Mark Curry, Nigel Planer, Maxwell Caulfield, Simon Shepherd, Michael Starke, Dave Spikey, Reece Shearsmith i Gerald Kelly.

### Rocky Horror Showen català
Rocky Horror Show va ser adaptat per primera vegada al català el 1977, al teatre Romea, adaptat per Narcís Comadira i dirigit per Ventura Pons, sota l'eslògan de «L'espectacle més desmadrat del segle». Estava interpretada per Oriol Tramvia com Dr. Frank Esteve, Biel Moll com el Narrador, i Pau Bizarro com Rocky; a més de Christa Leem, Jordi Purtí (Ramón Poch), Dolors Laffite (Columbia) i Maria Cinta (Anna Prou Grossa), Enric Pous (Eddie/Dr. Scott) i Guillem Paris (Riff Raff). Oriol Tramvia va allunyar-se dels esquemes construïts en anteriors muntatges, i qualificà l'espectacle com una «botifarra cultural» que hauria d'haver estat representat a un lloc on la gent hagués pogut ballar, i no al Romea.
El 1996 tornà a representar-se en català; aquest cop al Teatre Arnau, adaptat i dirigit per Ricard Reguant. Estava interpretat pel Doctor Soler (Narrador), Xavier Moran (Frank N Furter), Xavier Mateu (Brad Majors), Mireia Portas (Janet Mes), Albert Muntañola (Riff-Raff), Marta Ribera (Magenta), Cristina Botet ( Columbia ), Eduard Doncos (Eddie/Dr. Scott) i Sergi March (Rocky). Per tal d'afavorir la participació del públic es venien unes bosses amb els estris de la participació i la instal·lació d'uns panells lluminosos que indicaven quan s'havien d'emprar els objectes.
La producció teatral coincidí amb el fet que al Teatre Guasch es projectava la pel·lícula, comptant amb una activa participació del públic. Així, The Rocky Horror Show també es representà els divendres i dissabtes a les 12 de la nit, amb una participació activa del públic, que comptava amb l'ajut d'unes pantalles que s'il·luminaven. Va estrenar-se al mes d'abril, i es representà durant 4 mesos amb un èxit de públic.

## Enregistraments
| - 1973 Repartiment de Londres - 1974 Repartiment del Roxy - 1974 Repartiment australià - 1975 Repartiment brasiler - 1975 Banda sonora de la pel·lícula - 1976 Repartiment mexicà | - 1977 Repartiment norueg - 1978 Repartiment neozelandès (protagonitzat per Gary Glitter) - 1980 Repartiment alemany - 1981 Repartiment australià - 1990 Repartiment de Londres ("The Whole Gory Story") | - 1991 Repartiment islandès - 1992 Repartiment australià - 1994 Repartiment alemany - 1995 Repartiment neozelandès - 1995 Repartiment finès - 1995 Repartiment islandès - 1995 Repartiment alemany | - 1996 Repartiment danès - 1996/7 Gira europea - 1997 Repartiment alemany - 1998 Repartiment de Londres - 1998 Repartiment sud-africà | - 2001 Repartiment de Broadway - 2001 Repartiment coreà - 2001 Repartiment peruà - 2002 Repartiment filipí - 2005 Repartiment de Vancouver - 2007 Repartiment panameny |

## Jocs d'ordinador
El joc d'ordinador The Rocky Horror Show va ser produït per ordinadors de 8-bits, incloent el Commodore 64, Commodore 128, ZX Spectrum, Enterprise 128 i Amstrad CPC per CRL Group PLC el 1985. El joc consistia a interpretar a Brad o a Janet i recollir peces de la màquina Medusa perdudes pel castell, per tal d'alliberar el company del jugador de la pedra i fugir del castell abans que aquest marxi. Mentrestant, la resta de personatges del joc poden entorpir el progrés del jugador, robant-li i amagant-li la roba i d'altres objectes, o bé matant-lo.
The Rocky Interactive Horror Show Game va ser llançat al març/abril de 1999 per PC per On-Line PLC. De manera semblant a l'anterior, el jugador interpretava a Brad o a Janet i havia de rescatar el seu company del castell.

## Premis i nominacions

### Revival de Broadway 2000
| Any  | Premi      | Categoria                            | Nominat                   | Resultat |
| ---- | ---------- | ------------------------------------ | ------------------------- | -------- |
| 2001 | Premi Tony | Millor Revival de Musical            | Millor Revival de Musical | nominat  |
| 2001 | Premi Tony | Millor Actor Protagonista de Musical | Tom Hewitt                | nominat  |
| 2001 | Premi Tony | Millor Vestuari                      | David C. Woolard          | nominat  |
| 2001 | Premi Tony | Millor Direcció de Musical           | Christopher Ashley        | nominat  |